# Селіштя (Арад)
Селіштя (рум. Seliștea) — село у повіті Арад в Румунії. Входить до складу комуни Керанд.
Село розташоване на відстані 389 км на північний захід від Бухареста, 63 км на північний схід від Арада, 125 км на захід від Клуж-Напоки, 99 км на північний схід від Тімішоари.

## Населення
За даними перепису населення 2002 року у селі проживали 557 осіб.
Національний склад населення села:
| Національність | Кількість осіб | Відсоток |
| -------------- | -------------- | -------- |
| румуни         | 450            | 80,8%    |
| цигани         | 107            | 19,2%    |

Рідною мовою назвали:
| Мова      | Кількість осіб | Відсоток |
| --------- | -------------- | -------- |
| румунська | 453            | 81,3%    |
| циганська | 104            | 18,7%    |